# Godswill Akpabio International Stadium
Das Godswill Akpabio International Stadium (früher Akwa Ibom International Stadium) ist ein Fußballstadion mit Leichtathletikanlage in Uyo, der Hauptstadt des nigerianischen Bundesstaates Akwa Ibom. Die Anlage dient als das Heimstadion der nigerianischen Fußballnationalmannschaft und von Akwa United in der Nigeria Professional Football League sowie auch von diversen sozialen, kulturellen und religiösen Veranstaltungen. Der Vertrag für den Bau des Stadions ging an das Bauunternehmen Julius Berger Nigeria, das den Bau 2014 fertigstellte. Das ultramoderne Stadion mit 30.000 Sitzplätzen wurde der Allianz Arena nachempfunden.
Der Gouverneur Udom Gabriel Emmanuel benannte das Akwa Ibom Stadium in Godswill Obot Akpabio International Stadium um, sofort nachdem er am 29. Mai 2015 im Stadion vereidigt wurde. Godswill Akpabio war sein Vorgänger als Gouverneur des Bundesstaates.